# Haslumbanen
De Haslumbanen is een natuurijsbaan in Haslum (gemeente Bærum) de provincie Akershus in het zuiden van Noorwegen. De ijsbaan wordt gebruikt als bandybaan. 
De Haslumbanen is de thuisbaan van Haslum Bandy (afdeling van Haslum IL).